# Aarup Kommune
| Strukturdaten       | Strukturdaten  |
| ------------------- | -------------- |
| Sitz der Verwaltung | Aarup          |
| Fläche              | 80,56 km²      |
| Einwohner           | 5.461 (2006)   |
| Kommune seit 2007   | Assens Kommune |
| Website             | www.aarup.dk   |

Aarup Kommune war bis Dezember 2006 eine dänische Kommune im damaligen Fyns Amt im Westen der Insel Fünen. Sie wurde gebildet im Zuge der Kommunalreform im Jahre 1970. Seit Januar 2007 ist sie zusammen mit der „alten“ Assens Kommune, der Glamsbjerg Kommune, der Haarby Kommune, der Tommerup Kommune und der Vissenbjerg Kommune Teil der neuen Assens Kommune.